# 不愉快
| ウィキペディアには「不愉快」という見出しの百科事典記事はありません（タイトルに「不愉快」を含むページの一覧/「不愉快」で始まるページの一覧）。 代わりにウィクショナリーのページ「不愉快」が役に立つかもしれません。 |